# San Paolo di Civitate
San Paolo di Civitate es una localidad y comune italiana de la provincia de Foggia, región de Apulia, con 6.020 habitantes.

## Evolución demográfica
| Gráfica de evolución demográfica de San Paolo di Civitate entre 1861 y 2001 |
|                                                                             |
| Fuente ISTAT - elaboración gráfica de Wikipedia                             |